# 贝尔维迪尔 (南达科他州)
贝尔维迪尔（英語：Belvidere），是美国南达科他州下属的一座城市。根据2010年美国人口普查，该市有人口52人。论人口在本州排行第274。